# Astiphromma diversum
Astiphromma diversum là một loài tò vò trong họ Ichneumonidae.